# Marea Lacadivelor
Marea Lacadivelor este o mare aflată între India, Maldive și Sri Lanka, care acoperă o suprafață de 786.000 de kilometri pătrați (km²).